# Catalonia Open 2024
Il Catalonia Open 2024 è un torneo femminile di tennis giocato sui campi in terra rossa. È la 2ª edizione del torneo, facente parte della categoria WTA 125. Si gioca al Club Tennis Lleida di Lleida in Spagna dal 29 aprile al 5 maggio 2024.

## Partecipanti al singolare

### Teste di serie
| Nazionalità | Giocatrice         | Ranking* | Testa di serie |
| ----------- | ------------------ | -------- | -------------- |
| Stati Uniti | Emma Navarro       | 23       | 1              |
| Rep. Ceca   | Kateřina Siniaková | 40       | 2              |
| Paesi Bassi | Arantxa Rus        | 47       | 3              |
| Polonia     | Magdalena Fręch    | 51       | 4              |
| Cina        | Wang Xiyu          | 52       | 5              |
| Stati Uniti | Sofia Kenin        | 60       | 6              |
| Colombia    | Camila Osorio      | 63       | 7              |
| Romania     | Ana Bogdan         | 64       | 8              |

* Ranking al 22 aprile 2024.

### Altre partecipanti
Le seguenti giocatrici hanno ricevuto una wild card per il tabellone principale:
- Irene Burillo Escorihuela
- Sofia Kenin
- Guiomar Maristany
- Carlota Martínez Círez

Le seguenti giocatrici sono passate dalle qualificazioni:
- Mirjam Björklund
- Martha Matoula
- Despoina Papamichaīl
- Anna Sisková

## Partecipanti al doppio

### Teste di serie
| Nazione     | Giocatrice               | Nazione   | Giocatrice      | Rank1 | Seed |
| ----------- | ------------------------ | --------- | --------------- | ----- | ---- |
| Stati Uniti | Nicole Melichar-Martinez | Australia | Ellen Perez     | 14    | 1    |
| Stati Uniti | Asia Muhammad            | Indonesia | Aldila Sutjiadi | 71    | 2    |
| Kazakistan  | Anna Danilina            | Estonia   | Ingrid Neel     | 90    | 3    |
| Giappone    | Eri Hozumi               | Giappone  | Makoto Ninomiya | 92    | 4    |

* Ranking al 22 aprile 2024.

### Altre partecipanti
La seguente coppia di giocatrici ha ricevuto una wild card per il tabellone principale:
- Irene Burillo Escorihuela /  Guiomar Maristany

La seguente coppia di giocatrici è subentrata in tabellone come alternate:
- Nao Hibino /  Wu Fang-hsien

### Ritiri
Prima del torneo
- Guo Hanyu /  Jiang Xinyu → sostituite da  Nao Hibino /  Wu Fang-hsien

## Campionesse

### Singolare
Kateřina Siniaková ha sconfitto in finale  Mayar Sherif con il punteggio di 6-4, 4-6, 6-3.

### Doppio
Nicole Melichar-Martinez /  Ellen Perez hanno sconfitto in finale  Katarzyna Piter /  Mayar Sherif con il punteggio di 7-5, 6-2.